# Ivan Pintor Iranzo
Ivan Pintor Iranzo (Barcelona, 1975) es Doctor en Comunicación Audiovisual, ensayista, profesor universitario y guionista. Ha escrito extensamente sobre cine, cómic e iconografía política en publicaciones periódicas y libros, y ha dirigido piezas audiovisuales para museos y televisión.

## Biografía
Ivan Pintor es doctor en Comunicación Audiovisual por la Universidad Pompeu Fabra (UPF), donde es profesor en el Departamento de Comunicación. Imparte Historia del Cómic, Tendencias del cine contemporáneo y Evolución de los lenguajes visuales en el grado en Comunicación Audiovisual de la UPF desde 1998, así como Intersecciones Contemporáneas entre Cine, Televisión y Cómic en el Máster Universitario en Estudios de Cine y Audiovisual Contemporáneos. Ha impartido asimismo asignaturas como Historia del cine, Historia de los géneros audiovisuales, Modelos de puesta en escena, Narrativas secuenciales, Ficción televisiva, Storia e analisi del linguaggio dei fumetti y Estética y dirección cinematográfica en centros como la Universita degli Studi di Salerno o Elisava, la Escuela Universitaria de Diseño e Ingeniería de Barcelona.
Pertenece al grupo de investigación CINEMA de la UPF, codirige con Glòria Salvadó el proyecto de investigación MUMOVEP (Mutaciones de los motivos visuales en la esfera pública. Representaciones del poder en España 2017-2021: pandemia, cambio climático, identidades de género y conflictos raciales, Proyecto REF: PID2021-126930OB-I00, MICIU/AEI /10.13039/501100011033 FEDER, UE), ha codirigido el con Jordi Balló el proyecto de investigación Motivos visuales en la esfera pública (REF: CSO2017-88876-P), cuyos resultados se pueden ver en https://www.upf.edu/web/movep y es el director del proyecto Erasmus + TESEO en España. Codirige la Cátedra Miró en la Universitat Pompeu Fabra y es miembro de la cátedra ECC de la Universidad de Alcalá. 
Ha comisariado numerosos ciclos para CaixaForum y congresos como, por ejemplo, Challenging the Visual: Distrust, Emergency, Uncertainty (UPF, 2024) o Mutaciones del gesto en el cine europeo contemporáneo (UPF, 2012). Colabora con instituciones culturales como el Centro de Cultura Contemporánea de Barcelona (CCCB), Filmoteca de Catalunya, MACBA (Museo de Arte Contemporáneo de Barcelona), La Virreina Centre de la Imatge, y ha realizado piezas audiovisuales para museos y televisión. Escribe habitualmente en publicaciones como el suplemento «Cultura/s» de La Vanguardia, La Maleta de Portbou, Encuentros, suplemento de cultura del Diario de Tarragona, y ha impartido clases en universidades de diversos países como Italia o Argentina.

## Obra
Ha escrito para revistas internacionales como Journal of Italian Cinema and Media Studies, Bulletin of Hispanic Visual Studies, Hispanic Research Journal, Tejuelo, H-ermes Journal of Communication, Communication & Society, L’Atalante, Mediascapes, Journal of Catalan Studies, Apparatus Journal, Futuri, Con A de Animación o [in] Transition, ha publicado la monografía Figuras del cómic (Aldea Global, 2017), cuya versión en italiano se titula Figure del Fumetto (Alessandro Polidoro Editoriale, 2020), ha coeditado libros como La Strada di Fellini (Liguori, 2013) y El poder en escena (Galaxia Gutenberg, 2023), y ha participado en más de una sesentena de libros, entre los que se encuentran Creativity and Sociology. Doing Social Research with and on Artistic Sources (Routledge, 2025), El cine documental hispánico como contrapoder (Peter Lang, 2025), The Multiverse as Theory (Routledge, 2024), Viajes utópicos (2024), La teoría proyectada. Usos de la biblioteca en el cine español del siglo XXI (Pigmalión, 2024), Creadoras de monstruos (Shangrila, 2024), Espejos rotos (Gedisa, 2023), Stranger Things (Avanguardia 21, 2022), Poi Piove dentro all’alta fantasia. Dante e i fumetti (Alessandro Polidoro Editoriale, 2021), Black Lodge. Fenomenologia di Twin Peaks (Avanguardia 21, 2021), Les Motifs au cinéma (PUR-Cinéma, 2019), Flash Gordon (Edizioni Nicola Pesce, 2019), I riflessi di Black Mirror (Rogas Edizioni, 2018), Mad Men (Errata Naturae, 2015), Endo-Apocalisse. The Walking Dead, l’immaginario digitale, il post-umano (Area Blu Edizioni, 2015), On the Edge of the Panel. Essays on Comics Criticism (Cambridge Scholars, 2015), Poéticas del gesto en el cine contemporáneo (Intermedio, 2013), Totes les cartes (CCCB, 2012) o Le Cinéma de Julio Medem (Presses Sorbonne Nouvelle, 2008).
Realiza podcasts como El callejón de la gasolina (IVOOX, 2023-), junto a Kiko Sáez de Adana; ha dirigido documentales como Harold Bloom, Reading the Labyrinth (2010) y ha participado en el guion de largometrajes de ficción, como La substància (2016), dirigido por Lluís Galter.